# Cryptopygus subalpinus
Cryptopygus subalpinus är en urinsektsart som först beskrevs av John Tenison Salmon 1944.  Cryptopygus subalpinus ingår i släktet Cryptopygus och familjen Isotomidae. Inga underarter finns listade i Catalogue of Life.